# زوجة بلا رجل (فلم)
زوجة بلا رجل فيلم دراما مصري صدر في 1 يناير 1969.

## قصة الفيلم
تتورط (نادية) في علاقتها مع حبيبها (مدحت) وتحمل منه، يقع لمدحت حادث بسيارته ويسافر إلى الخارج لاستكمال العلاج دون أن تعلم (نادية). تبوح لأختها (سهير) بمأساتها، تستغل (سهير) فرصة سفر زوجها في رحلة عمل طويلة في أمريكا فتنسب المولود لها لإنقاذ سمعة أختها.

## وصلات خارجية
- مقالات تستعمل روابط فنية بلا صلة مع ويكي بيانات